# Kőrisfa-övesbagoly
A kőrisfa-övesbagoly vagy füstös övesbagoly (Catocala diversa)  a rovarok (Insecta) osztályának a lepkék (Lepidoptera) rendjéhez, ezen belül a bagolylepkefélék (Noctuidae) családjához tartozó védett faj.

## Elterjedése
Spanyolországban, Délkelet-Franciaországban, Olaszországban, a Balkánon, Dél-Oroszországban és Izraelben.

## Életmódja
Egy nemzedéke van évente, májustól júliusig repül. Hernyója tölgyön (Quercus) táplálkozik.

## Fordítás
- Ez a szócikk részben vagy egészben  a   Catocala diversa című angol Wikipédia-szócikk fordításán alapul.  Az eredeti cikk szerkesztőit annak laptörténete sorolja fel. Ez a jelzés csupán a megfogalmazás eredetét és a szerzői jogokat jelzi, nem szolgál a cikkben szereplő információk forrásmegjelöléseként.